# 吳國仕
吴国仕（？—？），字季升，號長谷，南直隶徽州府歙县人，明朝政治人物。

## 生平
万历二十二年（1594年）甲午科应天乡试舉人，三十二年（1604年）甲辰科进士，礼部觀政，三十四年授刑部主事，三十七年升员外，三十八年升郎中，本年升嘉兴知府，建石桥于王江泾，时人稱之为吴公桥。四十二年升湖广副使，兵备蕲州下江防道，四十四年遷本省辰沅兵备参政，镇压苗酋龙滔之叛，著《楚边图说》，四十六年丁忧。天启元年（1621年）十月起補四川川东道右参政，以奢安之乱軍功，三年升廣西按察使，五年升湖廣右布政，七年升福建左布政使。崇禎初，因功晋南京光禄寺卿，督流泉。上《五议》条疏，商民两利。四年致仕，卒赠尚书，赐祭葬，荫一子。

## 家族
曾祖吴朴，庠生；祖父吴熙，庠生；父吴天洪，亞魁、淳安知县。